# Doble acento grave
El doble acento grave (  ̏) es un signo diacrítico utilizado en debates académicos del serbocroata y algunas veces, en el idioma esloveno. Es usado también en el Alfabeto Fonético Internacional.
En los idiomas serbocroata y esloveno, el doble acento es usado para indicar una breve caída de tono, aunque en las conversaciones en esloveno, un solo acento grave también puede ser utilizado para este propósito. El doble acento grave se encuentra tanto en el alfabeto latino y el alfabeto cirílico; sin embargo, no se utiliza de forma cotidiana en la ortografía de ninguno de estos dos idiomas. Sólo se utiliza en las discusiones sobre la fonología de estos idiomas.
En el Alfabeto Fonético Internacional, el doble acento grave es usado para indicar tono extra-bajo.  
Las letras a e i o r u y sus equivalentes cirílicas а е и о р у pueden portar un doble acento grave. El código Unicode proporciona caracteres precompuestos para las letras latinas mayúsculas y minúsculas, pero no para las letras cirílicas. Las letras cirílicas se pueden formar usando el carácter combinatorio para el doble grave, que se encuentra en U+030F. Esta combinación de caracteres también puede utilizarse con símbolos vocales AFI si es necesario.
| Mayúsculas | Unicode | Minúsculas | Unicode |
| ---------- | ------- | ---------- | ------- |
| Ȁ          | U+0200  | ȁ          | U+0201  |
| Ȅ          | U+0204  | ȅ          | U+0205  |
| Ȉ          | U+0208  | ȉ          | U+0209  |
| Ȍ          | U+020C  | ȍ          | U+020D  |
| Ȑ          | U+0210  | ȑ          | U+0211  |
| Ȕ          | U+0214  | ȕ          | U+0215  |

| Mayúsculas | Unicode        | Minúsculas | Unicode        |
| ---------- | -------------- | ---------- | -------------- |
| А̏          | U+0410, U+030F | а̏          | U+0430, U+030F |
| Е̏          | U+0415, U+030F | е̏          | U+0435, U+030F |
| И̏          | U+0418, U+030F | и̏          | U+0438, U+030F |
| Ο̏          | U+041E, U+030F | о̏          | U+043E, U+030F |
| Р̏          | U+0420, U+030F | р̏          | U+0440, U+030F |
| У̏          | U+0423, U+030F | у̏          | U+0443, U+030F |